# رايموند جونز
رايموند جونز (12 أكتوبر 1958 بكرايستشرش في نيوزيلندا - ) (بالإنجليزية: Raymond Jones)‏ هو لاعب كريكت نيوزلندي.

## وصلات خارجية
- رايموند جونز على موقع إي آس بي آن كريك إنفو (الإنجليزية)